# Nawaf bin Faysal Al Sa'ud
Nawāf bin Fayṣal Āl Saʿūd (in arabo نواف بن فيصل بن فهد آل سعود‎?; 1º aprile 1978) è un principe, dirigente sportivo e politico saudita, membro della famiglia reale Āl Saʿūd, già presidente del Comitato Olimpico dell'Arabia Saudita e già presidente dell'Ente del Welfare Giovanile.

## Primi anni di vita e formazione
Il principe Nawaf è nato il 1º aprile 1978 ed è il figlio primogenito del principe Faysal bin Fahd. Sua madre era Munira bint Sultan che è morta nel giugno del 2011 a 59 anni. Munira era figlia del defunto principe ereditario Sultan.
Dopo essersi diplomato nel 1998, ha conseguito una laurea in legge presso la facoltà di scienze amministrative dell'Università Re Sa'ud.

## Incarichi
Il principe è stato in passato vicepresidente dell'Ente del Welfare Giovanile. Nel 2002 è diventato membro del Comitato Olimpico Internazionale che ha lasciato nel 2014 dopo aver rinunciato alla presidenza del Comitato Olimpico dell'Arabia Saudita. Nel corso del 2011 è stato nominato presidente della Federazione calcistica dell'Arabia Saudita. Ha rassegnato le dimissioni nel 2014 a causa della rapida uscita della nazionale di calcio dalle qualificazioni al campionato mondiale di calcio 2014.
Il 16 gennaio 2011 è stato nominato presidente dell'Ente del Welfare Giovanile al posto dello zio Sultan bin Fahd. Ha concluso il mandato il 26 giugno 2014.
È stato anche presidente del Comitato Olimpico dell'Arabia Saudita, presidente della Federazione dei comitati olimpici nazionali arabi, presidente esecutivo dell'Unione delle associazioni calcistiche arabe e presidente della Federazione dei giochi della solidarietà islamica. È stato anche ambasciatore di "Pace e sport", un'associazione con sede nel Principato di Monaco impegnata a servire la pace nel mondo attraverso lo sport.

## Polemiche
Secondo il giornale Al Hayat, nell'aprile del 2012 l'allora principe ereditario Nayef ha detto che le donne avrebbero potuto rappresentare il regno alle Olimpiadi di Londra, purché non ciò contrastasse con le leggi islamiche. La sua approvazione era infatti condizionata al fatto che le donne "soddisfacessero gli standard di decenza femminile e non contraddicessero le leggi islamiche". Già questa concessione però sembrava sorprendente. Eppure, solo pochi giorni dopo, Nawaf ha esplicitamente escluso l'invio di atlete alle Olimpiadi di Londra. In una conferenza stampa a Gedda ha infatti dichiarato: "Al momento non stiamo per firmare qualsiasi partecipazione femminile saudita alle Olimpiadi o ad altri campionati internazionali". Nawaf ha aggiunto che le donne saudite avrebbero potuto partecipare come atlete indipendenti e che l'autorità olimpica del Regno avrebbe contribuito a garantire che la loro partecipazione non violasse la shari'a. Ha anche sottolineato che ciò era coerente con le passate politiche in questo campo e ha di fatto smentito il principe ereditario. Nonostante alla fine ha prevalso la linea del principe Nayef e alle olimpiadi sono state effettivamente inviate due atlete in rappresentanza del paese.
Il 4 aprile 2012 ha annunciato il boicottaggio del produttore di abbigliamento sportivo Adidas, colpevole di aver sponsorizzato la maratona di Gerusalemme. Dopo un incontro a Gedda ha infatti dichiarato che: "Tutte le aziende che hanno sponsorizzato la maratona di Gerusalemme, tra cui Adidas, saranno boicottate". Ha detto che i ministri hanno anche concordato di organizzare per l'anno successivo una maratona separata in concomitanza con l'evento annuale di Gerusalemme.